# Marie Stichenwirthová-Kvíčalová
Marie Stichenwirthová-Kvíčalová (19. dubna 1890 Lovčice u Klatov – 11. června 1965) byla česká členka tzv. Prvního československého odboje ve Spojených státech amerických, která byla roku 1916 s tajným vzkazem vyslána Londýna za skupinou T. G. Masaryka, a poté do Rakouska-Uherska jako kurýrka ústředí protirakouské odbojové organizace Maffie. Po skončení první světové války se provdala v Československu a žila s rodinou v západních Čechách.

## Život
Narodila se v Lovčicích u města Plánice nedaleko Klatov v české rodině. V mládí se přesunula do Spojených států, kde byla v kontaktu s místní komunitou Čechů a Slováků. Pobývala v Bostonu.

### Československý odboj
Po vypuknutí první světové války zde navštěvovala okruh tzv. Národního sdružení, krajanské organizace snažící se dosáhnout podpory k uznání samostatného československého státu nezávislého na Rakousku-Uhersku. Spolek vedený chicagským lékařem Ludvíkem Fisherem sjednocoval české a slovenské krajany v USA v podpoře aktivit exilové skupiny Tomáše Garrigue Masaryka, Edvarda Beneše a Milana Rastislava Štefánika zasazujících se o vznik samostatného Československa.

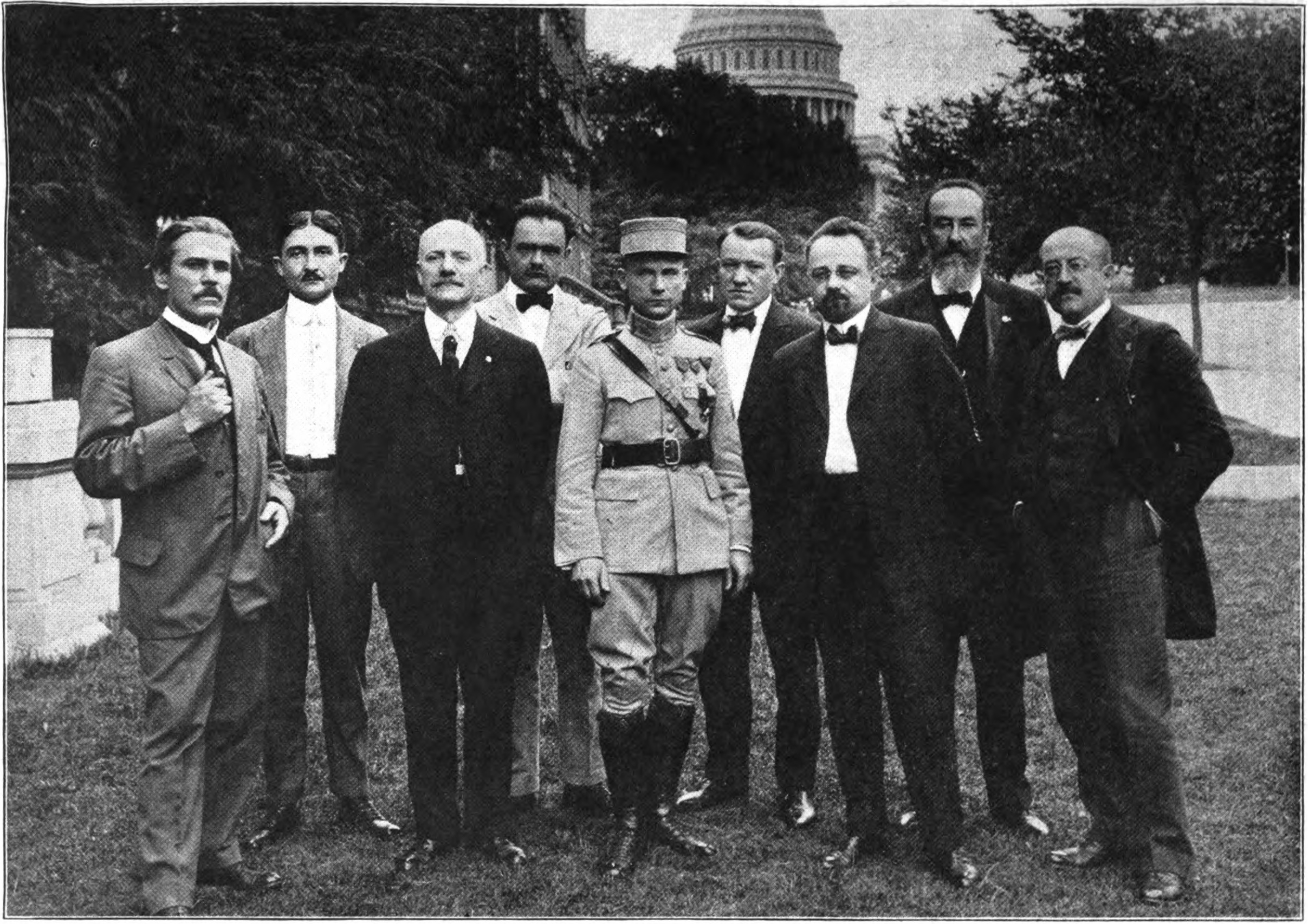
Setkání postav Prvního československého odboje ve Washingtonu D. C. (E. Voska čtvrtý zprava)

Kvíčalová byla roku 1916 oslovena ke spolupráci šéfem americké informační služby Emanuelem Voskou, neboť ženy vzbuzovaly obecně menší podezření z nepřátelské špionáže, Kvíčalová měla navíc snoubence v Německu. Voska tak z Kvíčalové udělal klíčovou postavu složitého plánu předání informací mezi americkým ústředím, T. G. Masarykem pobývajícím v Londýně a ústředím odboje v Čechách. Složila slib, že nic ze svěřených informací nesmí, ani pod pohrůžkou, vyzradit. Zpaměti se pak musela naučit několik stránek textu, který z bezpečnostních důvodů nemohla vézt s sebou. V červenci 1916 nastoupila s rakouským pasem na parník směřující z New Yorku do Evropy. Při mezipřistání lodi na Orknejích, kde byla Kvíčalová fingovaně zadržena jako možná špionka Trojspolku. Zde byla postavena před soud a záhy osvobozena. To bylo předem připraveno ve spolupráci s Brity, aby nepadla v podezření.
V Londýně se pak setkala s TGM, kterému předala informace od Vosky a byla instruována kontaktovat po svém příjezdu do Čech Přemysla Šámala. Z anglického Kingstonu se poté plavila do Kodaně, přes Berlín pak odjela vlakem do Prahy. Zde se v srpnu v kanceláři Ústřední matice školské setkala s ředitelem Bělobrádkem, kterému přeříkala naučený vzkaz, který si předtím pravidelně opakovala. Po několika týdnech se v Klatovech, kde pobývala u příbuzných, setkala s Přemyslem Šámalem. Následně zažádala v březnu 1917 rakouské úřady o povolení k návratu do USA. I přes počáteční podezření a probíhající ponorkovou válku v Atlantiku jí vycestování bylo povoleno.

### Po roce 1918
Po vzniku Československa se vrátila do Čech a provdala se jako Stichenwirthová do rodného Pošumaví, kde s manželem žili. Roku 1927 získala státní Československou revoluční medaili za přínos při vzniku státu, spolu s dalšími ženami prvního československého odboje, jako např. Villa Bechyňová-Vosková či Milada Jarušková.

### Úmrtí
Marie Stichenwirthová-Kvíčalová zemřela 11. června 1965 ve věku 75 let.